# Nuoto sincronizzato ai campionati mondiali di nuoto 2011 - Duo (programma tecnico)
La specialità del duo (programma tecnico) ai campionati mondiali di nuoto 2011 si è svolta presso lo Shanghai Oriental Sports Center di Shanghai, in Cina.
La fase preliminare si è svolta la mattina del 17 luglio 2011, mentre la finale si è svolta la sera del 18 luglio 2011.

## Medaglie
| Posizione | Atlete                               | Paese  |
| --------- | ------------------------------------ | ------ |
| Oro       | Natalia Ishchenko Svetlana Romashina | Russia |
| Argento   | Huang Xuechen Liu Ou                 | Cina   |
| Bronzo    | Ona Carbonell Andrea Fuentes         | Spagna |

## Risultati
in verde sono denotate le finaliste.
| Pos. | Atlete                                        | Nazionalità    | Preliminare | Preliminare | Finale    | Finale |
| Pos. | Atlete                                        | Nazionalità    | Punti       | Pos.        | Punti     | Pos.   |
| ---- | --------------------------------------------- | -------------- | ----------- | ----------- | --------- | ------ |
| 1    | Natalia Ishchenko Svetlana Romashina          | Russia         | 97.500      | 1           | 98.200    |        |
| 2    | Huang Xuechen Liu Ou                          | Cina           | 95.800      | 2           | 96.500    |        |
| 3    | Ona Carbonell Andrea Fuentes                  | Spagna         | 94.400      | 3           | 95.400    |        |
| 4    | Elise Marcotte Marie-Pier Boudreau Gagnon     | Canada         | 93.900      | 4           | 94.100    | 4      |
| 5    | Yukiko Inui Chisa Kobayashi                   | Giappone       | 92.600      | 5           | 92.800    | 5      |
| 6    | Daria Iushko Kseniya Sydorenko                | Ucraina        | 90.900      | 6           | 91.300    | 6      |
| 7    | Giulia Lapi Mariangela Perrupato              | Italia         | 89.900      | 7           | 90.100    | 7      |
| 8    | Sara Labrousse Chloe Willhelm                 | Francia        | 88.500      | 9           | 88.900    | 8      |
| 9    | Mary Killman Lyssa Wallace                    | Stati Uniti    | 89.000      | 8           | 88.500    | 9      |
| 10   | Olivia Allison Jenna Randall                  | Regno Unito    | 87.800      | 10          | 87.300    | 10     |
| 11   | Evangelia Platanioti Despoina Solomou         | Grecia         | 87.600      | 11          | 87.200    | 11     |
| 12   | Nayara Figueira Lara Teixeira                 | Brasile        | 87.400      | 12          | 86.000    | 12     |
| 16.5 | H09.5                                         |                |             |             | 00:55.635 | O      |
| 13   | Jang Hyang-Mi Wang Ok-Gyong                   | Corea del Nord | 86.700      | 13          |           |        |
| 14   | Anastasia Gloushkov Inna Yoffe                | Israele        | 86.000      | 14          |           |        |
| 15   | Park Hyun-Ha Park Hyun-sun                    | Corea del Sud  | 85.500      | 15          |           |        |
| 15   | Soňa Bernardová Alžběta Dufková               | Rep. Ceca      | 85.500      | 15          |           |        |
| 17   | Anna Kulkina Aigerim Zhexembinova             | Kazakistan     | 85.400      | 17          |           |        |
| 18   | Elisabeth Sneeuw Nicolien Wellen              | Paesi Bassi    | 83.700      | 18          |           |        |
| 19   | Pamela Fischer Anja Nyffeler                  | Svizzera       | 83.200      | 19          |           |        |
| 20   | Mariana Cifuentes Evelyn Guajardo             | Messico        | 82.900      | 20          |           |        |
| 21   | Eszter Czékus Szofi Kiss                      | Ungheria       | 82.300      | 21          |           |        |
| 22   | Nadine Brandl Livia Lang                      | Austria        | 82.000      | 22          |           |        |
| 23   | Nastassia Mekhanikava Darya Navaselskaya      | Bielorussia    | 79.800      | 23          |           |        |
| 24   | Etel Sánchez Sofia Sánchez                    | Argentina      | 79.200      | 24          |           |        |
| 25   | Dasa Baloghova Jana Labathova                 | Slovacchia     | 77.300      | 25          |           |        |
| 26   | Eloise Amberger Sarah Bombell                 | Australia      | 76.400      | 26          |           |        |
| 27   | Wiebke Jeske Edith Zeppenfeld                 | Germania       | 75.800      | 27          |           |        |
| 28   | Monica Arango Jennifer Cerquera               | Colombia       | 75.600      | 28          |           |        |
| 28   | Dalia Mohamed Elgebaly Reem Wail Abdalazem    | Egitto         | 75.600      | 28          |           |        |
| 30   | Iglika Goleminova Kalina Yordanova            | Bulgaria       | 74.400      | 30          |           |        |
| 31   | Anastasiya Ruzmetova Anastasiya Zdraykovakaya | Uzbekistan     | 74.300      | 31          |           |        |
| 32   | Katrina Ann Hui Chuen Png                     | Malaysia       | 72.900      | 32          |           |        |
| 33   | Cristina Nicolini Elena Tini                  | San Marino     | 71.900      | 33          |           |        |
| 34   | Melis Öner Tuğçe Tanış                        | Turchia        | 71.800      | 34          |           |        |
| 35   | Lianne Caraballo Darlys Rodríguez             | Cuba           | 71.400      | 35          |           |        |
| 35   | Rosamaria Avila Fredmary Zambrano             | Venezuela      | 71.400      | 35          |           |        |
| 37   | Arthittaya Kittithanatphum Nantaya Polsen     | Thailandia     | 67.800      | 37          |           |        |
| 38   | Caitlin Anderson Kirstin Anderson             | Nuova Zelanda  | 67.600      | 38          |           |        |
| 39   | Stephanie Chen Hui Yu Yap                     | Singapore      | 67.200      | 39          |           |        |
| 40   | Nadezhda Gómez Violeta Mitinian               | Costa Rica     | 65.800      | 40          |           |        |
| 41   | Megawati Suyanto Samara Talia Pattiasina      | Indonesia      | 62.800      | 41          |           |        |
| 42   | Emma Manners-Wood Nicola David                | Sudafrica      | 61.500      | 42          |           |        |